# Suite pastorale
La Suite pastorale est une œuvre pour orchestre symphonique d'Emmanuel Chabrier.
Il s'agit de quatre pièces tirées de ses Dix pièces pittoresques pour piano (1881), qu'il a choisi d'orchestrer. Son exécution demande un peu moins de vingt minutes. La création en a été faite à Angers le 4 novembre 1888 en même temps que la Joyeuse marche.

## Composition et création
La Suite pastorale est une orchestration réalisée en 1888 de quatre des Dix pièces pittoresques pour piano du compositeur,.
Pour Michel Parouty, « il en résulte un chef-d'œuvre de grâce poétique et de légèreté, de vivacité et de truculence, de raffinement et de variété ».
La suite est créée à Angers le 4 novembre 1888 par l'Association artistique d'Angers dirigée par Chabrier.

## Structure et analyse
La Suite pastorale, d'une durée moyenne d'exécution de dix-huit minutes environ, est en quatre mouvements, :
1. Idylle, « dont le thème est gracieusement murmuré par la flûte sur un accompagnement pizzicato, se pare d'une fluidité et d'une transparence inouïes[2] » ; la pièce est transposée un demi-ton plus haut que la version pour piano[3] ;
2. Danse villageoise, qui « tire habilement parti des contrastes entre les tonalités mineures et majeures dans son trio en fugato[2] » et à la « carrure rythmique très marquée [qui] est comme un écho du terroir auvergnat cher à l'auteur[2] » ;
3. Sous-bois, mouvement jouissant « d'un pouvoir suggestif encore plus grand que dans sa version originale, grâce à la délicatesse de l'instrumentation qui vient en tamiser les couleurs[2] » ;
4. Scherzo-valse, à « l'allégresse rustique [...] nuancée un instant par la tendresse discrète de son trio[2] », finale qui « conclut dans le tourbillon de la fête cette magistrale réussite[2] ».

La partition est publiée par Enoch en 1897.
Dans le catalogue des œuvres du compositeur établi par Roger Delage, Suite pastorale porte le numéro D 42.

## Instrumentation
La suite est instrumentée pour orchestre symphonique :
| Instrumentation de la Suite pastorale                                  |
| Bois                                                                   |
| 2 flûtes (dont 1 jouant piccolo), 1 hautbois, 2 clarinettes, 2 bassons |
| Cuivres                                                                |
| 2 cors, 2 cornets, 3 trombones                                         |
| Percussions                                                            |
| timbales, triangle, grosse caisse, cymbales                            |
| Claviers / cordes pincées                                              |
| harpe (ad libitum)                                                     |
| Cordes                                                                 |
| premiers violons, seconds violons, altos, violoncelles, contrebasses   |